# Tim Raschke
Tim Raschke (* 1970 in Aachen) ist ein Posaunist und Komponist.

## Leben
Raschke studierte von 1990 bis 1995 Posaune bei Joachim Mittelacher an der seinerzeitigen Hochschule der Künste Berlin. Nach einem Zusatzstudium legte er 1999 das Konzertexamen ab. Ab 1993 nahm er Engagements am Theater des Westens, beim Staatsorchester Frankfurt/Oder sowie Aushilfstätigkeiten bei den großen Berliner Orchestern wahr. Seit 2002 ist er Soloposaunist im Orchester des Staatstheaters Wiesbaden.

## Kompositionen
Kompositionen von Raschke wurden u. a. von den Berliner Philharmonikern und dem Sinfonieorchester Wuppertal uraufgeführt:
- Berlin-Suite / Three Christmas Carols (Auftragswerk der Berliner Philharmoniker, Uraufführung am 6. Dezember 2004, Blechbläser der Berliner Philharmoniker, Kammermusiksaal der Philharmonie)
- silence & violence (Auftragswerk des Sinfonieorchesters Wuppertal, Uraufführung am 18. Juni 2006, Sinfonieorchester Wuppertal unter Toshiyuki Kamioka, Stadthalle Wuppertal)